# Riessia minima
Riessia minima är en svampart som beskrevs av Sacc. 1906. Riessia minima ingår i släktet Riessia, klassen Agaricomycetes, divisionen basidiesvampar och riket svampar.   Inga underarter finns listade i Catalogue of Life.